# Aérodrome d'Anjouan-Ouani
L'aérodrome d'Anjouan (code IATA : AJN • code OACI : FMCV) est un aéroport sur l'île d'Anjouan, à proximité de la ville principale de Mutsamudu, la capitale d'Anjouan.

## Situation
| \| 20 km1:921 000 \| Anjouan · Ouani Mohéli Moroni · P. S. Ibrahim |
| 20 km1:921 000                                                     |

## Compagnies aériennes et destinations
| Compagnies     | Destinations                    |
| -------------- | ------------------------------- |
| Air Madagascar | Antananarivo                    |
| Ewa Air        | Dzaoudzi-M. Henry               |
| Precision Air  | Dar es Salam-J. Nyerere, Moroni |

Édité le 04/01/2018  Actualisé le 2/12/2023